# Hampton Hawes Trio
Hampton Hawes Trio (Untertitel Vol.1) ist das erste Album des Pianisten Hampton Hawes, welches im Jahr 1955 beim Label Contemporary aufgenommen (LP C 3505) und veröffentlicht wurde.

## Entstehungsgeschichte
Die Aufnahme erfolgte am 28. Juni 1955 in den Contemporary Studios in Los Angeles. Hawes war gerade aus der Armee entlassen worden und hatte sich schon zuvor einen Namen in der Szene des West Coast Jazz erworben. 1956 folgten zwei weitere Alben mit der gleichen Trio-Besetzung bei Contemporary (This Is Hampton Hawes, Vol.2. und Everybody Likes Hampton Hawes, Vol. 3). Die Liner Notes schrieb der Gründer des Labels, Lester Koenig.
In den Liner Notes schildert Hawes den Einfluss, den Charlie Parker auf ihn hatte: Es war Bird’s Konzeption ... die mich am meisten beeinflusste und mir zeigte, wie wichtig Metrik und Zeit im Jazz sind um Swing zu erzeugen. Das war eine Grundlage. Ich begann zu experimentieren, nahm mir Freiheiten im Tempo oder ließ einige Beats ausfallen, um den Beat zu betonen, statt ihm die ganze Zeit zu folgen.

## Rezeption
Das Album war erfolgreich, wenn auch nicht so erfolgreich wie die Quartett-Aufnahmen All Night Session von Hawes im folgenden Jahr 1956 mit Jim Hall.
Scott Yanow schreibt für Allmusic über das Album: "Zusätzlich zu drei seiner grundlegenden Originalen führt Hawes frische und swingende Versionen von sieben Standards auf, wobei so häufig gespielte Melodien wie I Got Rhythm, What Is This Thing Called Love? und All the Things You Are wirklich lebendig werden. Ein Juwel, die erste von vielen klassischen Aufnahmen von Hawes für Contemporary".
Richard Cook und Brian Morton fanden die ersten beiden Trio-Aufnahmen von 1955/56 auch nach dem großen zeitlichen Abstand außerordentlich eindrucksvoll, lange, fordernde Passagen verschränkter Akkord und schnelle unvorhersehbare Melodie-Linien kombinierend. Der Bebop-Einfluss sei noch deutlich spürbar, aber Hawes demonstriere schon eine Fähigkeit ausgearbeitete Out-of-Tempo Solo-Statements zu konstruieren, die scheinbar vom Thema abweichen, aber dennoch völlig aus dessen Akkord-Struktur schöpfen.  Die meisten der Stücke seien bekannte Bop-Standards, aber die Blues-Linien von Hawes auf Vol. 1 seien die bei weitem interessantesten Stücke auf den beiden ersten Trio-Alben, von Skelett-artiger Struktur, aber mit sicherer Hand ausgearbeitet. Auch die Begleiter Mitchell und Thompson werden gelobt und die beiden Alben für jeden Plattensammler empfohlen ebenso wie das darauf folgende dritte Trio-Album und die All Night Session.

## Titelliste
Alle Kompositionen sind von Hampton Hawes, ausgenommen von den Titeln mit Urhebern in den Klammern.
1. I Got Rhythm (George Gershwin, Ira Gershwin) – 3:19
2. What Is This Thing Called Love? (Cole Porter) – 4:46
3. Blues the Most – 5:45
4. So in Love (Porter) – 3:58
5. Feelin’ Fine – 3:04
6. Hamp’s Blues – 3:42
7. Easy Living (Ralph Rainger, Leo Robin) – 4:50
8. All the Things You Are (Jerome Kern, Oscar Hammerstein II) – 4:59
9. These Foolish Things (Holt Marvell, Harry Link, Jack Strachey) – 4:50
10. Carioca (Vincent Youmans, Edward Eliscu, Gus Kahn) – 2:24